# Pasi Ikonen
Pasi Ikonen (Vihanti, 30 de junio de 1980 - Helsinki, 3 de agosto de 2024) fue un competidor de orientación finlandés, ganador de media distancia en el Campeonato Mundial de Orientación de 2001.

## Carrera

### Primeros años
Compitiendo en el Campeonato Mundial Juvenil de Orientación, Ikonen ayudó a Finlandia a ganar medallas en el relevo en 1998, 1999 y 2000, además de ganar una medalla de plata individual en larga distancia en 2000.
En 1998 disputó el partido de vuelta del relevo de Jukola con su club SK-Pohjantähti, que quedó decimocuarto en el relevo. En 1999, su club participó en Jukola y quedó segundo, y en 2000 el SK-Pohjantähti quedó quinto.
Ikonen era conocido por competir sin utilizar brújula.

### 2001-2004: Medallas de oro y demás
Ikonen ganó una medalla de oro en corta distancia (más tarde llamada media distancia) en el Campeonato Mundial de Orientación de 2001 en Tampere, por delante de Tore Sandvik y Jørgen Rostrup. Ganó una medalla de plata en la distancia sprint en el mismo campeonato.
En la Copa del Mundo de Orientación de 2002, Ikonen logró tres victorias. Fueron la larga distancia en Arlon, Bélgica, la larga distancia en Tynset, Noruega, y la media distancia en Idre, Suecia. Ocupó el cuarto lugar en la general de la copa en 2002.
Ganó una medalla de oro en relevos con el equipo finlandés en el Campeonato Europeo de Orientación de 2002 en Sümeg, Hungría.
Compitiendo en el Campeonato Mundial de Orientación de 2003, Ikonen quedó cuarto en media distancia y decimonoveno en sprint. Se convirtió en campeón nórdico en 2003, al ganar la media distancia en el Campeonato Abierto Nórdico de Orientación (NOC) celebrado en Flen, Suecia.
Ikonen ganó una medalla de oro en relevos con el equipo finlandés en el Campeonato Europeo de Orientación de 2004 en Roskilde, Dinamarca.

### 2006-2008: Competiciones y logros
En el Campeonato Mundial de Orientación de 2006 en Aarhus, Ikonen quedó octavo en sprint y decimoséptimo en media distancia. Ocupó el décimo lugar en la general del Mundial de 2006.
Ikonen ganó una medalla de bronce en el relevo en el Campeonato Mundial de Orientación de 2007 en Kiev, Ucrania, con el equipo finlandés. Formó parte del equipo finlandés que ganó una medalla de plata en el relevo en el Campeonato Abierto Nórdico de Orientación (NOC) de 2007 celebrado en Bornholm.
En el Campeonato de Europa de Orientación de 2008 en Ventspils, Letonia, Ikonen ganó una medalla de bronce en media distancia. Ganó una medalla de bronce en el relevo con la selección finlandesa. Ocupó el noveno lugar en la general de la Copa del Mundo de Orientación de 2008, quedando tercero en dos carreras.

### 2009-2011: Últimos años profesionales
Compitiendo en los Juegos Mundiales de 2009, Ikonen ganó una medalla de plata en el relevo mixto con el equipo finlandés, junto con Bodil Holmström, Tero Föhr y Minna Kauppi. Ocupó el undécimo lugar en la distancia sprint en los Juegos Mundiales de 2009.
Ikonen ganó una medalla de plata en larga distancia en el Campeonato Mundial de Orientación de 2011 en Francia, detrás del ganador Thierry Gueorgiou. También corrió una etapa con el equipo finlandés de relevos, que quedó séptimo. En el Mundial de 2011 obtuvo una victoria y un segundo puesto en las carreras individuales, y quedó sexto en la general de la copa.

## Vida personal y muerte
Ikonen nació en Vihanti el 30 de junio de 1980. Anteriormente estuvo en una relación de convivencia con su compañera de orientación Minna Kauppi. Le diagnosticaron un tumor cerebral alrededor de 2017 y murió el 3 de agosto de 2024, a los 44 años de edad.